# Panciu
Panciu es una ciudad con estatus de oraș de Rumania en el distrito de Vrancea.

## Geografía
Se encuentra a una altitud de 258 m s. n. m. a 216 km de la capital, Bucarest.

## Demografía
Según estimación 2012 contaba con una población de 8 736 habitantes.
| 1948  | 1956  | 1966  | 1977  | 1992   | 2002  | 2012  |
| 4 523 | 7 679 | 7 948 | 7 766 | 10 016 | 8 903 | 8 736 |